# Discovery (Shanice-album)
A Discovery című album az amerikai R&B-popénekesnő, Shanice debütáló albuma, melyet az A&M Records kiadó jelentetett meg 1987. október 21-én. Shanice ekkor 14 éves volt, nagyon érett énekhanggal. A dalok többségében Teena Marie repertoárjából valók, az eredetieket ő énekelte, azonban a kiadó úgy gondolta, hogy a dalok túlságosan érettek az énekesnőhöz, így Bryan Lorent kérték meg, hogy kissé alakítsa át a dalokat. Az albumról. több kislemezt is megjelentettek, többek között a (Baby Tell Me) Can You Dance, és a No 1/2 Steppin' című dalokat, melyek Top 10-es slágerlistás helyezést értek el, valamint a The Way You Love Me és az I’ll Bet She’s Got A Boyfriend című dalokat, mely az utolsó kimásolt kislemez volt az albumról.

## Megjelenések
LP  A&M Records – AMA 5128
1. "I Think I Love You"  – 3:39
2. "No 1/2 Steppin'"  – 4:56
3. "(Baby Tell Me) Can You Dance"  – 4:49
4. "Spend Some Time with Me"  – 4:01
5. "He's So Cute"  – 3:40
6. "I’ll Bet She’s Got A Boyfriend"  – 4:36
7. "Do I Know You"  – 5:41
8. "Just a Game"  – 4:32
9. "The Way You Love Me"  – 4:12

## Feldolgozások
- Will Downing 1995-ös Moods című albumán szerepel a Just A Game című dal feldolgozása.

## Slágerlista
| Slágerlista (1987)          | Legjobb helyezés |
| --------------------------- | ---------------- |
| US Billboard 200            | 149              |
| US Billboard Top R&B Albums | 37               |

## Kislemezek
| Év   | Cím                              | Billboard Hot 100 – Pop | Billboard Hot 100 – R&B/Hip-Hop | Billboard Hot 100 – Hot Dance Club Play – Dance |
| ---- | -------------------------------- | ----------------------- | ------------------------------- | ----------------------------------------------- |
| 1987 | "(Baby Tell Me) Can You Dance"   | 50                      | 6                               | 16                                              |
| 1987 | "No 1/2 Steppin'"                |                         | 6                               |                                                 |
| 1988 | "The Way You Love Me"            |                         | 53                              |                                                 |
| 1988 | "I’ll Bet She’s Got A Boyfriend" |                         |                                 |                                                 |